# Halifax (Nova Scotia)
 For alternative betydninger, se Halifax. (Se også artikler, som begynder med Halifax)
Halifax er en by i Canada med 440.072 (2021) indbyggere. Byen er hovedstad i provinsen Nova Scotia. Øen Sable Island i Atlanterhavet tilhører Halifax.
De fleste omkomne fra Titanic-forliset i 1912 blev gravlagt i Halifax. 
I Halifax findes fem universiteter: Dalhousie, Saint Mary's, University of King's College, Mount Saint Vincent, Université Sainte-Anne,og Nova Scotia College of Art and Design (NSCAD).

## Skibsulykken i 1917
I 1917 blev Halifax ødelagt i hvad man regner for den største menneskeskabte eksplosion før Hiroshima-bomben. Det skete, da det franske skib Mont-Blanc, der var lastet med eksplosiver, stødte sammen med det norske skib Imo. Mont-Blanc begyndte derved at brænde, og lasten eksploderede. 
Klokken 7:30 om morgenen den 6. december 1917 startede den fatale tur ud gennem havnepassagen. I tågen undgik Imo to sammenstød, før hun nåede ud i sundet ved The Narrows, hvor Mont-Blanc dukkede op på krydsende kurs. Mont-Blanc alarmerede Imo to gange, men Imo skar sig alligevel tre meter ind i styrbords side på det franske skib, inden hun nåede at bakke løs. Gnister fra sammenstødet fik drivstoffet til at brænde (35 tons bensol), der stod stablet på Mont-Blancs dæk. Lasten var 26 tons TNT, skydebomuld og 300 runder ammunition. Frygt for tyske ubåde, som jagede ud for indløbet til Halifax, drev kaptajn le Medec til det fatale valg at slutte sig til en konvoj, der udgik fra Halifax. Så langt kom han aldrig. 
Mandskabet på Imo kastede sig i redningsbådene og roede for livet mod land. Der stod de hjælpeløse og så det ubemandede, brændende inferno drive med tidevandet mod kajen de havde forladt. Eksplosionen lagde en tredjedel af Halifax centrum i ruiner efterfulgt af en flodbølge. 12.000 bygninger var ødelagte, ikke et vindue var helt. Officielt omkom 1963 mennesker, derimellem kaptajn From, lodsen og fem fra det norske mandskab. Over 9000 kom til skade. Søforklaringen konkluderede, at skylden måtte fordeles mellem kaptajnerne From og le Medec – From havde holdt for høj fart på trods af tågen, mens le Medec havde fragtet eksplosiver ind i et tæt trafikeret farvand.